# Tin Pan Alley (filme)
Tin Pan Alley (no Brasil, A Vida é uma Canção) é um filme de drama musical estadunidense dirigido por Walter Lang e protagonizado por Alice Faye, Betty Grable, Jack Oakie e John Payne. Foi lanaçdo em 29 de novembro de 1940 pela 20th Century Fox.

## Sinopse
Em 1915, Harry Calhoun (Jack Oakie) e Francis Harrigan (John Payne) são dois compositores que se unem com duas cantoras irmãs Katie (Alice Faye) e Lily (Betty Grable) Blane. Com as duas cantando suas canções, os dois compositores acabam ficando famosos. Harrigan e Katie acabam se apaixonando e com isso, ele escreve a música "America, I Love You" prometendo que com essa música ele a introduzirá ao mundo inteiro. Quando a grande famosa artista Nora Bayes (Esther Ralston) pede a Katie para cantar a música, Harrigan não pode recusar. O fato é que Harrigan prometeu a Katie que ele iria apresentá-la cantando a música e não outra pessoa. Triste por ele ter quebrado a promessa, Katie vai para Londres junto com sua irmã. Sem as duas irmãs, a reputação dos dois compositores vai desaparecendo, então, eles se alistam como soldados para a Primeira Guerra Mundial e saem a procura das duas em Londres.

## Elenco
- Alice Faye - Katie Blane
- Betty Grable - Lily Blane
- Jack Oakie - Harry Calhoun
- John Payne - Francis 'Skeets' Harrigan
- Allen Jenkins - Casey
- Esther Ralston - Nora Bayes
- Nicholas Brothers - Dançarinos
- Ben Carter - Menino
- John Loder - Capitão Reginald 'Reggie' Carstair
- Elisha Cook, Jr. - Joe Codd
- Fred Keating - Harvey Raymond

## Produção
Tyrone Power e Don Ameche foram originalmente escalados para os papéis principais ao lado de Alice Faye, mas Jack Oakie e John Payne assumiram os seus lugares. Para acabar com os rumores de que Faye e Betty Grable se detestavam a Fox escalou as duas para Tin Pan Alley. O Código Hays interveio em algumas cenas do filme.

## Prêmios e indicações
Academy Awards (EUA) (1941)
- Ganhou na categoria de "Melhor Trilha Sonora".[4]